# Ursem
Ursem (52° 38′ N, 4° 54′ L) é uma cidade dos Países Baixos, na província de Holanda do Norte. Ursem pertence ao município de Koggenland e Alkmaar, e está situada a 7 km sudeste de Heerhugowaard.
Em 2001, a cidade de Ursem tinha 2142 habitantes. A área urbana da cidade é de 0.59 km², e tem 789 residências.
A área de Ursem, que também inclui as partes periféricas da cidade, bem como a zona rural circundante, tem uma população estimada em 2160 habitantes.